# سنجاب‌های زمینی کوتوله
سنجاب‌های زمینی کوتوله (نام علمی: Xerospermophilus) نام یک سرده از تبار سنجاب زمینی است.

## گونه‌ها
- سنجاب زمینی موهاوی, Xerospermophilus mohavensis
- سنجاب زمینی دم‌گرد, Xerospermophilus tereticaudus
- سنجاب زمینی خال‌دار, Xerospermophilus spilosoma
- سنجاب زمینی پروت, Xerospermophilus perotensis